# Sejan
Lucius Aelius Seianus (ur. 20 p.n.e., zm. 18 października 31 n.e.) – żołnierz, przyjaciel i zaufany cesarza Tyberiusza, prefekt gwardii pretoriańskiej.
Sejan był synem Lucjusza Sejusza Strabona, ekwity, który został prefektem pretorianów za Augusta. Po adopcji do bardziej prestiżowego rodu (gens) Eliuszów (Aelii) nazwano go Eliuszem Sejanem. Po przejęciu władzy przez Tyberiusza został przez niego mianowany prefektem pretorii (wspólnie z ojcem), a po uzyskaniu przez tego ostatniego namiestnictwa Egiptu w 15 n.e. został samodzielnym dowódcą gwardii pretoriańskiej. Rozpoczął w ten sposób zdobywanie coraz większej władzy. Mając całkowite zaufanie cesarza, wykorzystał je do pozbycia się członków rodziny cesarskiej. Ofiarą jego intryg padli synowie Germanika i Agrypiny Starszej: Neron i Druzus. Przez wiele lat był kochankiem Julii Liwilli i miał jakoby do spółki z nią otruć jej męża Druzusa, syna cesarza. Uważano powszechnie też, że to on był faktycznym ojcem Gemellusa.
Przeprowadził konsolidację oddziałów gwardii pretoriańskiej, stacjonujących odtąd w jednym obozie i będących podstawą władzy w Rzymie.
Chcąc zostać członkiem rodziny cesarskiej, bezskutecznie próbował w 25 uzyskać zgodę Tyberiusza na małżeństwo z Liwillą, wdową po Druzusie. Jego faktyczną władzę zwiększyło wycofanie się Tyberiusza na Capri w 27 n.e.
Cesarz nie interesował się sprawami państwowymi, zostawiając całkowitą swobodę Sejanowi. Jego władza była w praktyce nieograniczona, a ambicje coraz większe. Sejan usuwał niewygodnych senatorów drogą sfingowanych oskarżeń i procesów pokazowych.
W 31 wspólnie z Tyberiuszem sprawował konsulat, zyskał też ostatecznie zgodę na małżeństwo z Liwillą. Uważając swoją pozycję za niezagrożoną, przygotowywał zamach stanu, pragnąc zdobyć niepodzielną władzę dla siebie. Ostrzeżony na czas przez Antonię Młodszą, Tyberiusz przy pomocy Makrona doprowadził do aresztowania Sejana. Po zgładzeniu Sejana Makron zastąpił go na stanowisku prefekta pretorianów.
Upadek Sejana oznaczał także koniec dla wielu jego przyjaciół i zwolenników; zabito jego troje dzieci, a jego była żona, Apikata, popełniła samobójstwo.

## Galeria

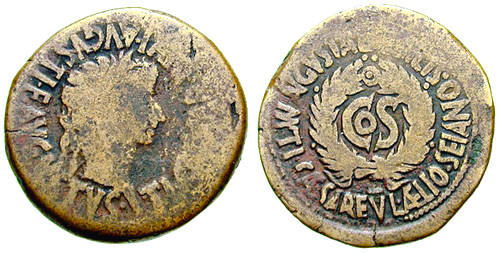
Rzymski As przedstawiający Tyberiusza, wybity w 31, w Augusta Bilbilis. Na rewersie jest napis Augusta Bilbilis Ti(berius) Caesare L(ucius) Aelio Seiano, świętujący konsulat Sejana w tym roku.
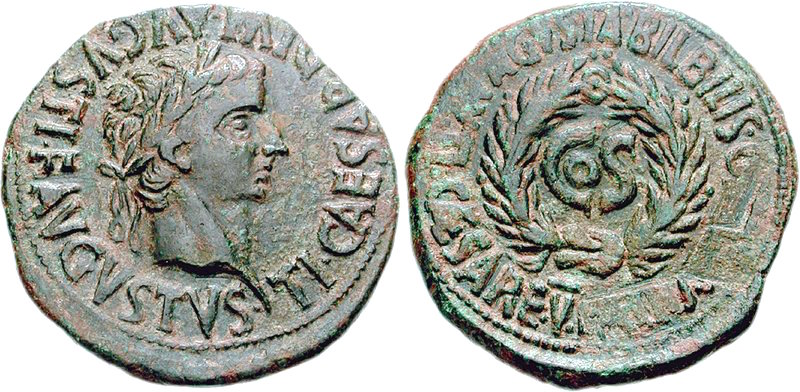
W 31, Sejan został aresztowany i skazany na śmierć. Senat orzekł wobec niego damnatio memoriae; jego posągi zostały zniszczone a imię wymazane ze wszystkich rejestrów publicznych. Powyższa moneta z Augusta Bilbilis ma słowa L. Aelio Seiano usunięte.